# Emir Halilović
Emir Halilović (sinh 4 tháng 11 năm 1989) là một cầu thủ bóng đá Bosnia và Herzegovina chơi ở vị trí tiền vệ cánh cho FK Sarajevo.

## Sự nghiệp câu lạc bộ
Tháng Sáu 2015, Halilović gia nhập Spartak Trnava.